# Eccellenza Friuli-Venezia Giulia 2016-2017
Il campionato italiano di calcio di Eccellenza regionale 2016-17 è il 26º organizzato in Italia. Rappresenta il quinto livello (1° regionale) del calcio italiano.
Questo è il girone organizzato dal Comitato Regionale Friuli-Venezia Giulia.

## Stagione

### Formula
| REGOLAMENTO ECCELLENZA FRIULI-VENEZIA GIULIA 2016-17 |                                     | |
| Posizione                                            | Destino                             | Modalità di svolgimento |
| 1°                                                   | promozione diretta in Serie D       | - |
| 2°                                                   | play-off nazionali                  | senza disputare i play-off regionali |
| dal 3° all'11°                                       | rimangono in Eccellenza             | - |
| dal 12° al 15°                                       | Play-out                            | gli accoppiamenti saranno 12ª-15ª e 13ª-14ª in gara unica in casa della miglior piazzata. In caso di parità si effettueranno i tempi supplementari; in caso di ulteriore parità retrocederà la società peggior piazzata. Verranno disputate le finali fra le due vincitrici e le due perdenti per determinare la graduatoria play-out. Non si disputeranno le sfide se il distacco sarà pari o superiore a 10 punti. |
| 16°                                                  | retrocessione diretta in Promozione | - |

| MECCANISMO PROMOZIONI-RETROCESSIONI FRIULI-VENEZIA GIULIA 2016-17 |                                                          |                                                     |                                                     |                                                     |
| -                                                                 | nessuna retrocessione di Società regionali dalla Serie D | 1 retrocessione di Società regionali dalla Serie D  | 2 retrocessioni di Società regionali dalla Serie D  | 3 retrocessioni di Società regionali dalla Serie D  |
| Promossa in Serie D                                               | la 1ª classificata                                       | la 1ª classificata                                  | la 1ª classificata                                  | la 1ª classificata                                  |
| Retrocederanno dall'Eccellenza                                    | l'ultima classificata. Altre 2 squadre dai Play-out      | l'ultima classificata. Altre 2 squadre dai Play-out | l'ultima classificata. Altre 2 squadre dai Play-out | l'ultima classificata. Altre 3 squadre dai Play-out |

### Avvenimenti
Col CU 001 del 01/07/2016 il Comitato Regionale F.V.G. ha comunicato le 16 squadre aventi diritto di partecipare al campionato di Eccellenza del Friuli Venezia Giulia 2016-17:
- 12 hanno mantenuto la categoria: Chions, Cjarlins Muzane, Gemonese, ISM Gradisca, Kras, Lumignacco, Manzanese, Tolmezzo, Torviscosa, Tricesimo, Vesna e Virtus Corno
- 2 sono state retrocesse dalla Serie D : Fontanafredda e Sacilese
- 2 sono state promosse dalla Promozione : Lignano e San Luigi (vincitrici dei gironi).

Col CU 010 del 04/08/2016 è stata notificata la mancata iscrizione della Sacilese (che ripartirà dalla Terza Categoria come Nuova Sacilese 1920) ed il conseguente ripescaggio della Union Pasiano (vincente play-off di Promozione).

## Squadre partecipanti
| Club                          | Città (provincia)                 | Campo di gioco                           | Stagione 2015-2016      |
| ----------------------------- | --------------------------------- | ---------------------------------------- | ----------------------- |
| A.P.C. Chions                 | Chions (PN)                       | Stadio Francesco Tesolin                 | 10ª in Eccellenza       |
| A.S.D. Cjarlins Muzane        | Carlino e Muzzana (UD)            | Stadio Eros Della Ricca                  | 3ª in Eccellenza        |
| A.S.D. Comunale Fontanafredda | Fontanafredda (PN)                | Stadio Omero Tognon                      | 18ª in Serie D/gir. C   |
| A.S.D. Gemonese               | Gemona del Friuli (UD)            | Stadio Amm.Diego Simonetti               | 7ª in Eccellenza        |
| A.S.D. I.S.M. Gradisca        | Gradisca d'Isonzo (GO)            | Stadio Gino Colaussi                     | 15ª in Eccellenza       |
| A.S.D. N.K. Kras Repen        | Monrupino (TS)                    | Stadio Comunale di Monrupino             | 6ª in Eccellenza        |
| A.S.D. Lignano                | Lignano Sabbiadoro (UD)           | Stadio G.Teghil                          | 1ª in Promozione/gir. A |
| A.S.D. Lumignacco             | Lumignacco di Pavia di Udine (UD) | Campo Sportivo di Lauzacco               | 4ª in Eccellenza        |
| A.S.D. Manzanese 1919         | Manzano (UD)                      | Stadio Polisportivo Olivo                | 13ª in Eccellenza       |
| A.S.D. San Luigi              | Trieste                           | Campo S.Luigi                            | 1ª in Promozione/gir. B |
| A.S.D. Tolmezzo Carnia        | Tolmezzo (UD)                     | Stadio Fratelli Ermano                   | 9ª in Eccellenza        |
| A.S.D. Torviscosa             | Torviscosa (UD)                   | Stadio Beppino Tonello                   | 2ª in Eccellenza        |
| A.S.D. Tricesimo              | Tricesimo (UD)                    | Stadio A.Giordano                        | 5ª in Eccellenza        |
| A.C. Union Pasiano            | Pasiano di Pordenone (PN)         | Stadio S.Pase                            | 2ª in Promozione/gir. A |
| S.S. Vesna                    | Santa Croce di Trieste            | Campo Sportivo di Santa Croce di Trieste | 8ª in Eccellenza        |
| A.S.D. Virtus Corno           | Corno di Rosazzo (UD)             | Stadio G.A.Cudiz                         | 11ª in Eccellenza       |

## Classifica finale
|  | Pos. | Squadra         | Pt | G  | V  | N  | P  | GF | GS | DR  |
|  | ---- | --------------- | -- | -- | -- | -- | -- | -- | -- | --- |
|  | 1.   | Cjarlins Muzane | 63 | 30 | 18 | 9  | 3  | 61 | 28 | +33 |
|  | 2.   | Torviscosa      | 53 | 30 | 14 | 11 | 5  | 34 | 23 | +11 |
|  | 3.   | Gemonese        | 52 | 30 | 14 | 10 | 6  | 43 | 24 | +19 |
|  | 4.   | Fontanafredda   | 50 | 30 | 14 | 8  | 8  | 49 | 38 | +11 |
|  | 5.   | Lumignacco      | 47 | 30 | 12 | 11 | 7  | 45 | 36 | +9  |
|  | 6.   | Kras            | 46 | 30 | 13 | 7  | 10 | 53 | 50 | +3  |
|  | 7.   | Chions          | 43 | 30 | 11 | 10 | 9  | 29 | 24 | +5  |
|  | 8.   | San Luigi       | 42 | 30 | 12 | 6  | 12 | 48 | 46 | +2  |
|  | 9.   | Virtus Corno    | 40 | 30 | 10 | 10 | 10 | 37 | 35 | +2  |
|  | 10.  | Tricesimo       | 40 | 30 | 10 | 10 | 10 | 32 | 32 | 0   |
|  | 11.  | Manzanese       | 34 | 30 | 9  | 7  | 14 | 28 | 35 | -7  |
|  | 12.  | Tolmezzo        | 33 | 30 | 7  | 12 | 11 | 26 | 33 | -7  |
|  | 13.  | Lignano         | 31 | 30 | 8  | 7  | 15 | 42 | 54 | -12 |
|  | 14.  | Vesna           | 30 | 30 | 7  | 9  | 14 | 31 | 51 | -20 |
|  | 15.  | Union Pasiano   | 27 | 30 | 7  | 6  | 17 | 40 | 54 | -14 |
|  | 16.  | ISM Gradisca    | 18 | 30 | 3  | 9  | 18 | 21 | 56 | -35 |

      Promossa in Serie D 2017-2018

      Ammessa ai play-off nazionali.

 Ammessa ai play-out.

      Retrocesse in Promozione 2016-2017 dopo i play-out.

      Retrocessa in Promozione 2017-2018 direttamente.
Tre punti a vittoria, uno a pareggio, zero a sconfitta.

Scontri diretti fra squadre a pari punti:

V.Corno-Tricesimo 3-0 e 0-0.

## Risultati

### Calendario
- Lunedì 29 agosto 2016 alle ore 14:00, il Comitato Regionale FVG ha diramato il calendario. La 3ª giornata (sia andata che ritorno) si disputa di sabato.
- A causa della tromba d'aria che ha colpito Lignano Sabbiadoro la notte fra il 15 ed il 16 settembre e che ha fatto danni allo Stadio Teghil, è stata disposta l'inversione dei campi di Lignano-Torviscosa[6].

| Andata (1ª) | Andata (1ª) | 1ª giornata                   | Ritorno (16ª) | Ritorno (16ª) |
|             |             |                               |               |               |
| 11 set.     | 0-0         | Chions-Gemonese               | 0-0           | 8 gen.        |
| 11 set.     | 2-2         | ISM Gradisca-Fontanafredda    | 0-0           | 8 gen.        |
| 11 set.     | 5-2         | Lumignacco-Lignano            | 2-0           | 8 gen.        |
| 11 set.     | 6-5         | Kras-San Luigi                | 1-3           | 8 gen.        |
| 11 set.     | 0-0         | Tolmezzo-Vesna                | 0-1           | 8 gen.        |
| 11 set.     | 2-1         | Torviscosa-Manzanese          | 1-1           | 8 gen.        |
| 11 set.     | 1-2         | Union Pasiano-Cjarlins Muzane | 1-4           | 8 gen.        |
| 11 set.     | 3-0         | Virtus Corno-Tricesimo        | 0-0           | 8 gen.        |

| Andata (2ª) | Andata (2ª) | 2ª giornata                  | Ritorno (17ª) | Ritorno (17ª) |
|             |             |                              |               |               |
| 18 set.     | 4-1         | Cjarlins Muzane-ISM Gradisca | 0-0           | 15 gen.       |
| 18 set.     | 2-0         | Fontanafredda-Virtus Corno   | 1-4           | 15 gen.       |
| 18 set.     | 3-1         | Gemonese-Lumignacco          | 1-1           | 15 gen.       |
| 18 set.     | 1-1         | Torviscosa-Lignano           | 4-3           | 15 gen.       |
| 18 set.     | 0-2         | Manzanese-Union Pasiano      | 2-1           | 15 gen.       |
| 18 set.     | 1-0         | San Luigi-Tolmezzo           | 3-2           | 15 gen.       |
| 18 set.     | 3-1         | Tricesimo-Kras               | 1-0           | 15 gen.       |
| 18 set.     | 0-4         | Vesna-Chions                 | 0-2           | 15 gen.       |

| Andata (3ª) | Andata (3ª) | 3ª giornata                   | Ritorno (18ª) | Ritorno (18ª) |
|             |             |                               |               |               |
| 24 set.     | 1-0         | Chions-Lignano                | 1-0           | 21 gen.       |
| 24 set.     | 3-1         | Cjarlins Muzane-Fontanafredda | 1-3           | 21 gen.       |
| 24 set.     | 0-1         | ISM Gradisca-Tricesimo        | 1-1           | 21 gen.       |
| 24 set.     | 1-0         | Lumignacco-Manzanese          | 1-1           | 21 gen.       |
| 24 set.     | 2-0         | Kras-Vesna                    | 0-3           | 21 gen.       |
| 24 set.     | 0-0         | Tolmezzo-Gemonese             | 1-2           | 21 gen.       |
| 24 set.     | 2-2         | Torviscosa-Union Pasiano      | 2-0           | 21 gen.       |
| 24 set.     | 1-2         | Virtus Corno-San Luigi        | 2-1           | 21 gen.       |

| Andata (4ª) | Andata (4ª) | 4ª giornata               | Ritorno (19ª) | Ritorno (19ª) |
|             |             |                           |               |               |
| 2 ott.      | 1-1         | Gemonese-Virtus Corno     | 0-2           | 29 gen.       |
| 2 ott.      | 0-2         | Lignano-Kras              | 1-4           | 29 gen.       |
| 2 ott.      | 0-1         | Manzanese-Tolmezzo        | 2-2           | 29 gen.       |
| 2 ott.      | 2-3         | San Luigi-Fontanafredda   | 0-1           | 29 gen.       |
| 2 ott.      | 0-1         | Torviscosa-Lumignacco     | 0-0           | 29 gen.       |
| 2 ott.      | 1-1         | Tricesimo-Cjarlins Muzane | 1-2           | 29 gen.       |
| 2 ott.      | 0-1         | Union Pasiano-Chions      | 0-2           | 29 gen.       |
| 2 ott.      | 3-0         | Vesna-ISM Gradisca        | 1-1           | 29 gen.       |

| Andata (5ª) | Andata (5ª) | 5ª giornata                | Ritorno (20ª) | Ritorno (20ª) |
|             |             |                            |               |               |
| 9 ott.      | 2-0         | Chions-Manzanese           | 1-3           | 5 feb.        |
| 9 ott.      | 2-0         | Cjarlins Muzane-Torviscosa | 0-0           | 5 feb.        |
| 9 ott.      | 2-1         | Fontanafredda-Tricesimo    | 2-1           | 5 feb.        |
| 9 ott.      | 1-2         | ISM Gradisca-San Luigi     | 0-2           | 5 feb.        |
| 9 ott.      | 0-0         | Lumignacco-Union Pasiano   | 1-1           | 5 feb.        |
| 9 ott.      | 0-0         | Kras-Gemonese              | 0-3           | 5 feb.        |
| 9 ott.      | 1-1         | Tolmezzo-Lignano           | 1-1           | 5 feb.        |
| 9 ott.      | 1-1         | Virtus Corno-Vesna         | 3-2           | 5 feb.        |

| Andata (6ª) | Andata (6ª) | 6ª giornata               | Ritorno (21ª) | Ritorno (21ª) |
|             |             |                           |               |               |
| 16 ott.     | 1-1         | Gemonese-Fontanafredda    | 3-2           | 12 feb.       |
| 16 ott.     | 2-3         | Lignano-ISM Gradisca      | 0-1           | 12 feb.       |
| 16 ott.     | 0-0         | Lumignacco-Chions         | 1-1           | 12 feb.       |
| 16 ott.     | 1-0         | Manzanese-Virtus Corno    | 0-0           | 12 feb.       |
| 16 ott.     | 0-1         | San Luigi-Cjarlins Muzane | 1-2           | 12 feb.       |
| 16 ott.     | 1-0         | Torviscosa-Tolmezzo       | 1-1           | 12 feb.       |
| 16 ott.     | 3-2         | Union Pasiano-Kras        | 2-2           | 12 feb.       |
| 16 ott.     | 0-1         | Vesna-Tricesimo           | 0-3           | 12 feb.       |

| Andata (7ª) | Andata (7ª) | 7ª giornata                | Ritorno (22ª) | Ritorno (22ª) |
|             |             |                            |               |               |
| 23 ott.     | 0-1         | Chions-Torviscosa          | 0-1           | 19 feb.       |
| 23 ott.     | 1-0         | Cjarlins Muzane-Lumignacco | 3-1           | 19 feb.       |
| 23 ott.     | 1-2         | Fontanafredda-Vesna        | 0-0           | 19 feb.       |
| 23 ott.     | 0-2         | ISM Gradisca-Gemonese      | 0-2           | 19 feb.       |
| 23 ott.     | 3-1         | Kras-Manzanese             | 1-0           | 19 feb.       |
| 23 ott.     | 0-1         | Tolmezzo-Union Pasiano     | 2-1           | 19 feb.       |
| 23 ott.     | 0-1         | Tricesimo-San Luigi        | 3-3           | 19 feb.       |
| 23 ott.     | 0-3         | Virtus Corno-Lignano       | 1-2           | 19 feb.       |

| Andata (8ª) | Andata (8ª) | 8ª giornata                | Ritorno (23ª) | Ritorno (23ª) |
|             |             |                            |               |               |
| 30 ott.     | 0-0         | Chions-Tolmezzo            | 3-1           | 26 feb.       |
| 30 ott.     | 1-1         | Gemonese-San Luigi         | 2-3           | 26 feb.       |
| 30 ott.     | 0-2         | Lignano-Tricesimo          | 1-1           | 26 feb.       |
| 30 ott.     | 4-0         | Lumignacco-Kras            | 2-3           | 26 feb.       |
| 30 ott.     | 0-1         | Manzanese-Fontanafredda    | 0-1           | 26 feb.       |
| 30 ott.     | 1-1         | Torviscosa-Virtus Corno    | 1-1           | 26 feb.       |
| 30 ott.     | 5-1         | Union Pasiano-ISM Gradisca | 0-2           | 26 feb.       |
| 30 ott.     | 0-4         | Vesna-Cjarlins Muzane      | 1-3           | 26 feb.       |

| Andata (9ª) | Andata (9ª) | 9ª giornata                | Ritorno (24ª) | Ritorno (24ª) |
|             |             |                            |               |               |
| 6 nov.      | 1-1         | Cjarlins Muzane-Chions     | 1-0           | 5 mar.        |
| 6 nov.      | 4-2         | Fontanafredda-Lignano      | 0-0           | 5 mar.        |
| 6 nov.      | 1-2         | ISM Gradisca-Manzanese     | 0-1           | 5 mar.        |
| 6 nov.      | 0-0         | Kras-Torviscosa            | 2-1           | 5 mar.        |
| 6 nov.      | 0-0         | San Luigi-Vesna            | 0-1           | 5 mar.        |
| 6 nov.      | 0-2         | Tolmezzo-Lumignacco        | 0-1           | 5 mar.        |
| 6 nov.      | 1-1         | Tricesimo-Gemonese         | 0-2           | 5 mar.        |
| 6 nov.      | 0-3         | Virtus Corno-Union Pasiano | 4-1           | 5 mar.        |

| Andata (10ª) | Andata (10ª) | 10ª giornata             | Ritorno (25ª) | Ritorno (25ª) |
|              |              |                          |               |               |
| 13 nov.      | 2-0          | Chions-Virtus Corno      | 1-1           | 12 mar.       |
| 13 nov.      | 1-0          | Gemonese-Cjarlins Muzane | 1-3           | 12 mar.       |
| 13 nov.      | 2-2          | Lignano-Vesna            | 3-0           | 12 mar.       |
| 13 nov.      | 2-2          | Lumignacco-ISM Gradisca  | 2-2           | 12 mar.       |
| 13 nov.      | 0-2          | Manzanese-San Luigi      | 2-1           | 12 mar.       |
| 13 nov.      | 3-1          | Tolmezzo-Kras            | 1-1           | 12 mar.       |
| 13 nov.      | 0-1          | Torviscosa-Fontanafredda | 2-1           | 12 mar.       |
| 13 nov.      | 1-2          | Union Pasiano-Tricesimo  | 2-3           | 12 mar.       |

| Andata (11ª) | Andata (11ª) | 11ª giornata                | Ritorno (26ª) | Ritorno (26ª) |
|              |              |                             |               |               |
| 20 nov.      | 5-0          | Cjarlins Muzane-Tolmezzo    | 2-2           | 19 mar.       |
| 20 nov.      | 2-2          | Fontanafredda-Union Pasiano | 3-0           | 19 mar.       |
| 20 nov.      | 0-2          | ISM Gradisca-Torviscosa     | 0-1           | 19 mar.       |
| 20 nov.      | 2-1          | Kras-Chions                 | 2-0           | 19 mar.       |
| 20 nov.      | 3-0          | San Luigi-Lignano           | 1-3           | 19 mar.       |
| 20 nov.      | 1-1          | Tricesimo-Manzanese         | 1-0           | 19 mar.       |
| 20 nov.      | 1-6          | Vesna-Gemonese              | 1-1           | 19 mar.       |
| 20 nov.      | 1-2          | Virtus Corno-Lumignacco     | 2-1           | 19 mar.       |

| Andata (12ª) | Andata (12ª) | 12ª giornata            | Ritorno (27ª) | Ritorno (27ª) |
|              |              |                         |               |               |
| 27 nov.      | 1-1          | Chions-Fontanafredda    | 2-3           | 26 mar.       |
| 27 nov.      | 3-4          | Lignano-Cjarlins Muzane | 1-1           | 26 mar.       |
| 27 nov.      | 1-1          | Lumignacco-Tricesimo    | 2-0           | 26 mar.       |
| 27 nov.      | 1-2          | Manzanese-Gemonese      | 1-0           | 26 mar.       |
| 27 nov.      | 1-0          | Kras-Virtus Corno       | 0-0           | 26 mar.       |
| 27 nov.      | 0-0          | Tolmezzo-ISM Gradisca   | 3-0           | 26 mar.       |
| 27 nov.      | 0-0          | Torviscosa-San Luigi    | 3-1           | 26 mar.       |
| 27 nov.      | 2-2          | Union Pasiano-Vesna     | 2-0           | 26 mar.       |

| Andata (13ª) | Andata (13ª) | 13ª giornata             | Ritorno (28ª) | Ritorno (28ª) |
|              |              |                          |               |               |
| 4 dic.       | 4-1          | Cjarlins Muzane-Kras     | 3-3           | 2 apr.        |
| 4 dic.       | 4-0          | Fontanafredda-Lumignacco | 2-3           | 2 apr.        |
| 4 dic.       | 3-0          | Gemonese-Lignano         | 1-2           | 2 apr.        |
| 4 dic.       | 0-1          | ISM Gradisca-Chions      | 0-1           | 2 apr.        |
| 4 dic.       | 4-3          | San Luigi-Union Pasiano  | 0-2           | 2 apr.        |
| 4 dic.       | 0-1          | Tricesimo-Torviscosa     | 0-2           | 2 apr.        |
| 4 dic.       | 3-2          | Vesna-Manzanese          | 1-2           | 2 apr.        |
| 4 dic.       | 2-1          | Virtus Corno-Tolmezzo    | 0-0           | 2 apr.        |

| Andata (14ª) | Andata (14ª) | 14ª giornata              | Ritorno (29ª) | Ritorno (29ª) |
|              |              |                           |               |               |
| 11 dic.      | 1-1          | Chions-San Luigi          | 0-3           | 23 apr.       |
| 11 dic.      | 0-2          | Lumignacco-Vesna          | 3-2           | 23 apr.       |
| 11 dic.      | 0-0          | Manzanese-Cjarlins Muzane | 1-1           | 23 apr.       |
| 11 dic.      | 2-2          | Kras-Fontanafredda        | 2-3           | 23 apr.       |
| 11 dic.      | 0-0          | Tolmezzo-Tricesimo        | 2-1           | 23 apr.       |
| 11 dic.      | 0-3          | Torviscosa-Gemonese       | 1-0           | 23 apr.       |
| 11 dic.      | 2-4          | Union Pasiano-Lignano     | 0-3           | 23 apr.       |
| 11 dic.      | 4-1          | Virtus Corno-ISM Gradisca | 1-1           | 23 apr.       |

| \| Andata (15ª) \| Andata (15ª) \| 15ª giornata \| Ritorno (30ª) \| Ritorno (30ª) \| \| \| \| \| \| \| \| 18 dic. \| 2-0 \| Cjarlins Muzane-Virtus Corno \| 1-2 \| 30 apr. \| \| 18 dic. \| 0-1 \| Fontanafredda-Tolmezzo \| 0-1 \| 30 apr. \| \| 18 dic. \| 1-0 \| Gemonese-Union Pasiano \| 1-0 \| 30 apr. \| \| 18 dic. \| 0-4 \| ISM Gradisca-Kras \| 1-5 \| 30 apr. \| \| 18 dic. \| 0-2 \| Lignano-Manzanese \| 2-1 \| 30 apr. \| \| 18 dic. \| 0-3 \| San Luigi-Lumignacco \| 2-2 \| 30 apr. \| \| 18 dic. \| 0-0 \| Tricesimo-Chions \| 2-0 \| 30 apr. \| \| 18 dic. \| 2-2 \| Vesna-Torviscosa \| 0-1 \| 30 apr. \| |              |                              |               |               |
| Andata (15ª) | Andata (15ª) | 15ª giornata                 | Ritorno (30ª) | Ritorno (30ª) |
| |              |                              |               |               |
| 18 dic. | 2-0          | Cjarlins Muzane-Virtus Corno | 1-2           | 30 apr.       |
| 18 dic. | 0-1          | Fontanafredda-Tolmezzo       | 0-1           | 30 apr.       |
| 18 dic. | 1-0          | Gemonese-Union Pasiano       | 1-0           | 30 apr.       |
| 18 dic. | 0-4          | ISM Gradisca-Kras            | 1-5           | 30 apr.       |
| 18 dic. | 0-2          | Lignano-Manzanese            | 2-1           | 30 apr.       |
| 18 dic. | 0-3          | San Luigi-Lumignacco         | 2-2           | 30 apr.       |
| 18 dic. | 0-0          | Tricesimo-Chions             | 2-0           | 30 apr.       |
| 18 dic. | 2-2          | Vesna-Torviscosa             | 0-1           | 30 apr.       |

## Spareggi

### Play-off
Non previsti

### Play-out
| Squadra 1 | Risultato | Squadra 2     |
| --------- | --------- | ------------- |
| Tolmezzo  | 0 - 2     | Union Pasiano |
| Lignano   | 3 - 1     | Vesna         |

| Arbitro: | Marangone (Udine) |

|  |           |               |
|  | Marcatori | 70’, 81’ Pase |

| Arbitro: | De Prato (Udine) |

|                                           |           |                    |
| Durmishi 22’ Pavan 85’ Avdić 90+2’ (aut.) | Marcatori | 14’ (rig.) Božičič |

## Play-off nazionali
| Squadra 1                         | Totale        | Squadra 2                         | Andata     | Ritorno    |
| --------------------------------- | ------------- | --------------------------------- | ---------- | ---------- |
| PRIMO TURNO                       | PRIMO TURNO   | PRIMO TURNO                       | 21.05.2017 | 28.05.2017 |
| (Piemonte/B) Calcio Tortona       | 2 - 2         | Clodiense (Veneto/A)              | 0 - 2      | 2 - 0      |
| (Veneto/B) Union S.Giorgio Sedico | 4 - 2         | Torviscosa                        | 0 - 1      | 4 - 1      |
| SECONDO TURNO                     | SECONDO TURNO | SECONDO TURNO                     | 04.06.2017 | 11.06.2017 |
| (Veneto/A) Clodiense              | 4 - 2         | Union S.Giorgio Sedico (Veneto/B) | 2 - 2      | 2 - 0      |
| promossa in Serie D: Clodiense    |               |                                   |            |            |

## Fase Regionale Coppa Italia Dilettanti
La coppa è stata vinta dalla Gemonese (1-0 in finale sul Cjarlins Muzane)